# 维勒潘特 (奥德省)
维勒潘特（法語：Villepinte，法語：[vilpɛ̃t] ⓘ）是法国奥德省的一个市镇，位于该省西北部，属于卡尔卡松区。

## 地理
维勒潘特（43°16'53"N, 2°5'11"E）面积15.4 平方千米，位于法国奧克西塔尼大區奥德省，该省份为法国南部沿海省份，北起塔恩省，西北接上加龙省，西接阿列日省，南至东比利牛斯省，东临地中海，东北与埃罗省接壤。
与维勒潘特接壤的市镇（或旧市镇、城区）包括：布拉姆、卡尔利帕、拉斯博尔德、佩克西奥拉、圣马丹勒维耶伊、维拉萨瓦里、维莱斯皮。
维勒潘特的时区为UTC+01:00、UTC+02:00（夏令时）。

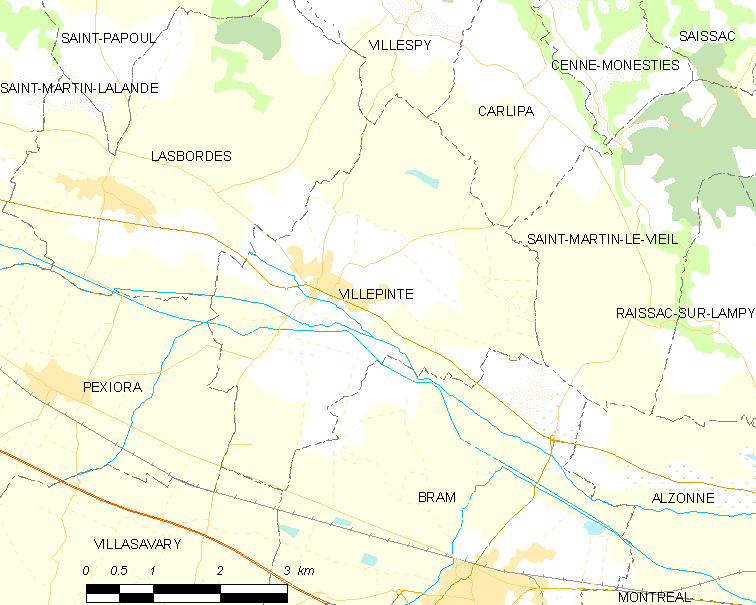
维勒潘特的OSM定位图

## 行政
维勒潘特的邮政编码为11150，INSEE市镇编码为11434。

## 政治
维勒潘特所属的省级选区为拉皮耶日欧拉泽斯县。

## 人口

1962-2008年间维勒潘特人口变化图示

维勒潘特于2022年1月1日时的人口数量为1252人。